# Aladdin Sane
Aladdin Sane este un album de-al lui David Bowie lansat prin RCA Records în 1973. Urmat imensului succes avut cu albumul The Rise and Fall of Ziggy Stardust and The Spiders from Mars, Aladdin Sane a fost primul material scris și lansat de Bowie din postura de veritabilă vedetă pop. În timp ce mulți critici consideră albumul ca fiind unul dintre cele mai reușite ale artistului, alții cum ar fi editorii de la revista NME Roy Carr și Charles Shaar Murray au numit materialul ca fiind "nesatisfăcător". A fost unul din cele șase albume ale lui Bowie prezente în Lista celor mai bune 500 de albume ale tuturor timpurilor stabilită de revista Rolling Stone (# 277) fiind clasat și pe locul 77 în topul celor mai bune 100 de albume ale anilor '70, top realizat Pitchfork Media.

## Tracklist
1. "Watch That Man" (4:25)
2. "Aladdin Sane (1913-1938-197?)" (5:06)
3. "Drive-In Saturday" (4:29)
4. "Panic in Detroit" (4:25)
5. "Cracked Actor" (2:56)
6. "Time" (5:09)
7. "The Prettiest Star" (3:26)
8. "Let's Spend The Night Together" (Mick Jagger, Keith Richards) (3:03)
9. "The Jean Genie" (4:02)
10. "Lady Grinning Soul" (3:46)

- Toate cântecele au fost scrise de David Bowie cu excepția celor notate.

## Single-uri
- "The Jean Genie" (1972)
- "Drive-In Saturday" (1973)
- "Time" (1973)
- "Let's Spend The Night Together" (1973)